# Calapan
Calapan is een stad in de Filipijnse provincie Oriental Mindoro op het eiland Mindoro. Bij de laatste census in 2007 had de stad bijna 117 duizend inwoners.

## Geografie

### Bestuurlijke indeling

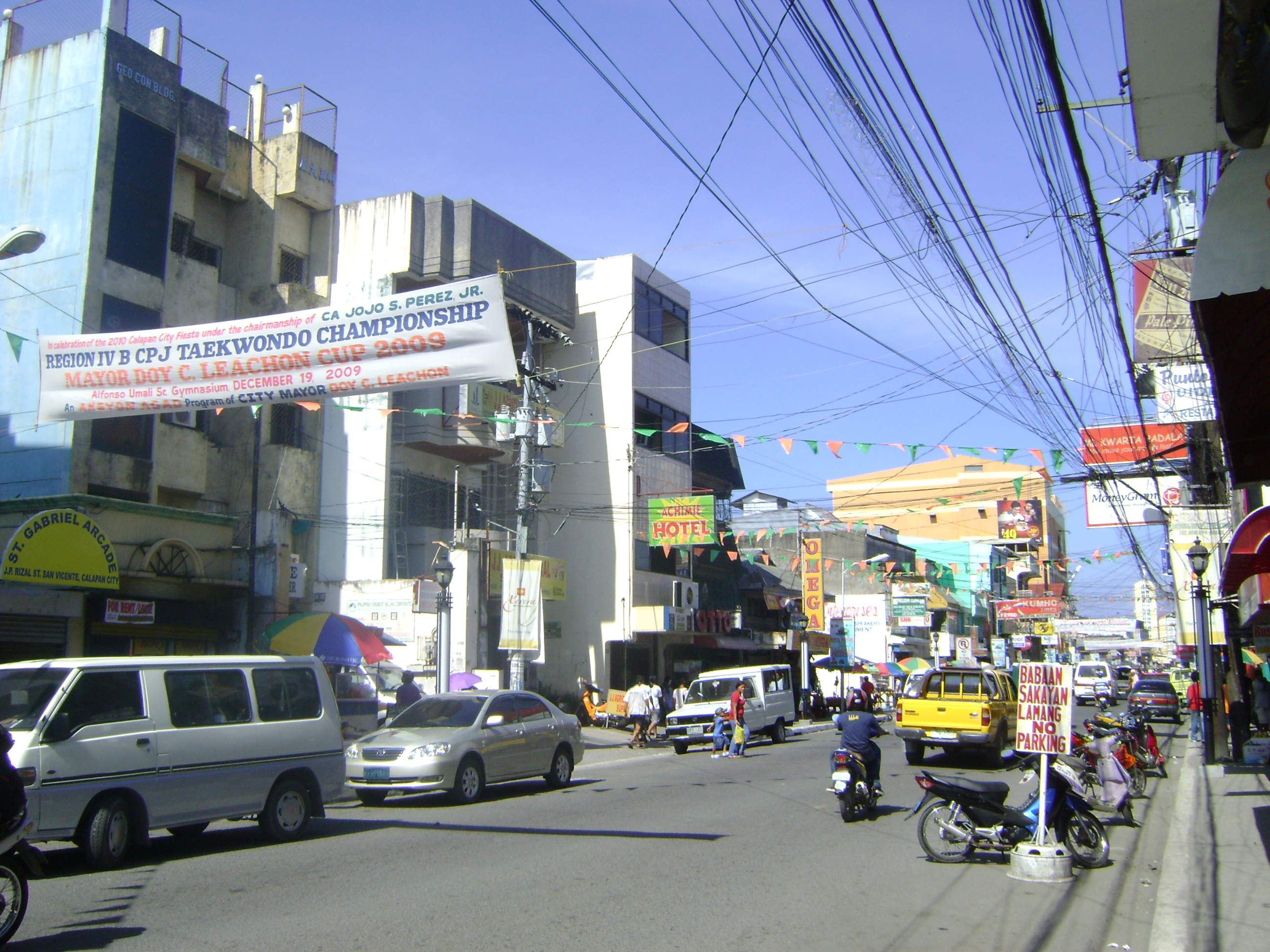
Calapan Stad (2009)

Calapan is onderverdeeld in de volgende 62 barangays:
| - Balingayan - Balite - Baruyan - Batino - Bayanan I - Bayanan II - Biga - Bondoc - Bucayao - Buhuan - Bulusan - Santa Rita - Calero - Camansihan - Camilmil - Canubing I - Canubing II - Comunal - Guinobatan - Gulod - Gutad | - Ibaba East - Ibaba West - Ilaya - Lalud - Lazareto - Libis - Lumang Bayan - Mahal Na Pangalan - Maidlang - Malad - Malamig - Managpi - Masipit - Nag-Iba I - Navotas - Pachoca - Palhi - Panggalaan - Parang - Patas - Personas | - Putingtubig - Salong - San Antonio - San Vicente Central - San Vicente East - San Vicente North - San Vicente South - San Vicente West - Santa Cruz - Santa Isabel - Santo Niño - Sapul - Silonay - Santa Maria Village - Suqui - Tawagan - Tawiran - Tibag - Wawa - Nag-Iba II |

## Demografie
Calapan had bij de census van 2007 een inwoneraantal van 116.976 mensen. Dit zijn 11.066 mensen (10,4%) meer dan bij de vorige census van 2000. De gemiddelde jaarlijkse groei komt daarmee uit op 1,38%, hetgeen lager is dan het landelijk jaarlijks gemiddelde over deze periode (2,04%). Vergeleken met de census van 1995 is het aantal mensen met 81.205 (227,0%) toegenomen.

De bevolkingsdichtheid van Calapan was ten tijde van de laatste census, met 116.976 inwoners op 250,06 km², 467,8 mensen per km².

## Geboren in Calapan
- Jose Antonio Carrion (19 juni 1954), gouverneur Marinduque.

Baco · Bansud · Bongabong · Bulalacao · Calapan · Gloria · Mansalay · Naujan · Pinamalayan · Pola · Puerto Galera · Roxas · San Teodoro · Socorro · Victoria